# Вавілови
Ваві́лови (рос. Вавиловы) — присілок у складі Даровського району Кіровської області, Росія. Входить до складу Даровського міського поселення.
Населення становить 3 особи (2010).